# Белшиня Вас
Белшиня Вас (словен. Belšinja vas) — поселення в общині Требнє, регіон Південно-Східна Словенія, Словенія. Розташоване у західній частині общини, на правому березі річки Теменіци.